# Renault Monaquatre
O Renault Monaquatre foi um carro compacto produzido pelo fabricante francês Renault entre 1931 a 1936. O carro usava uma configuração de projeto comum naquela época onde  o motor ficava na dianteira mas a tração era traseira, ele contava com um motor de quatro cilindros refrigerado a água.